# Piergiorgio Piffaretti
Piergiorgio Piffaretti (* 25. November 1942 in Arzo) ist ein Schweizer bildender Künstler und Kunstpädagoge. Sein Werk umfasst Malerei, Wandmalerei, Skulpturen, Collagen, Lithografien, Illustrationen, Holzschnitte, Wandteppiche, Cartoons, Textilkunst, Mosaike und künstlerische Dekorationen von Gebäuden.

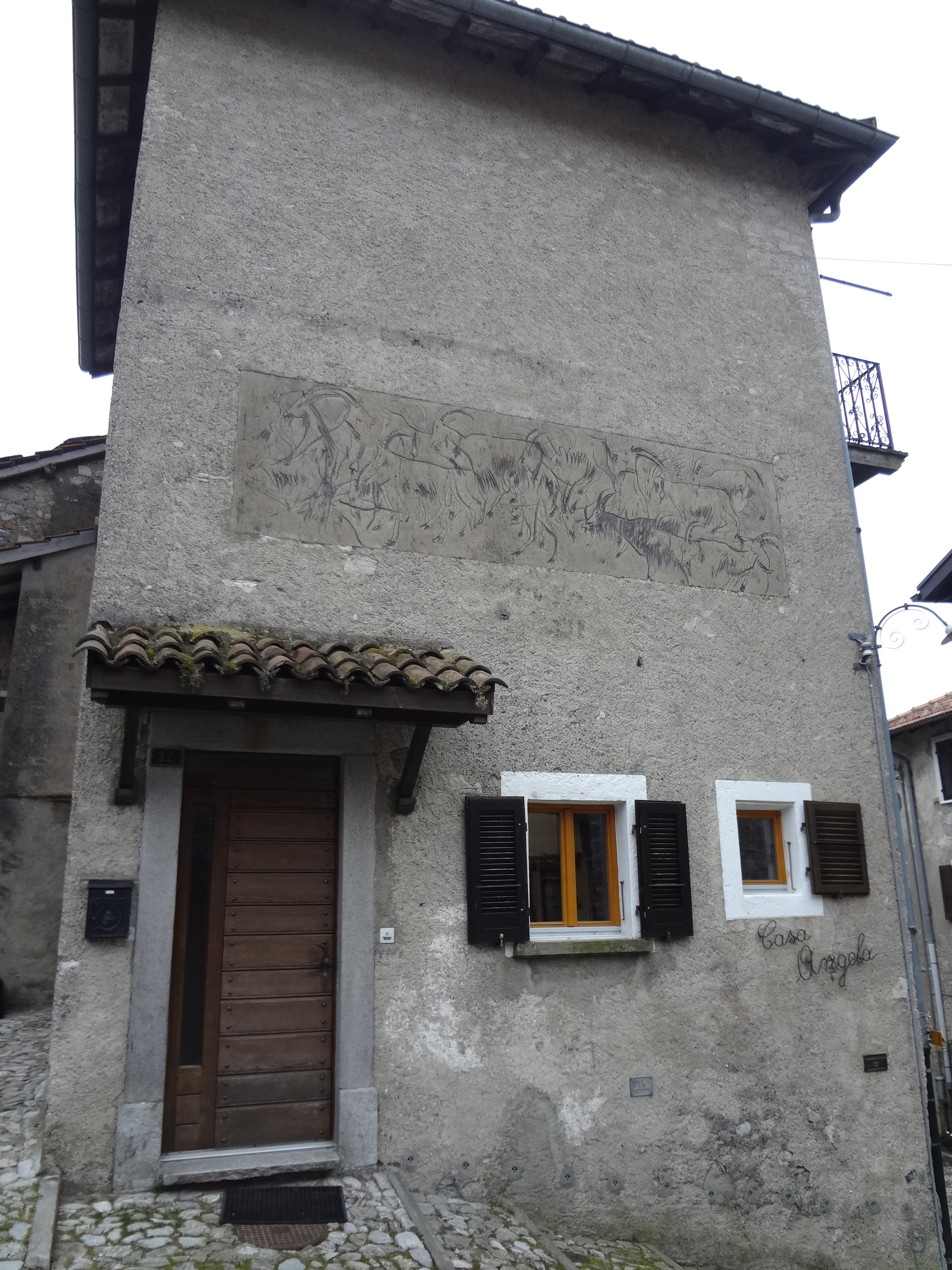
Piergiorgio Piffaretti, Brè, Cavri, 1995

## Leben und Werk
Piergiorgio Piffaretti, auch Piff genannt, besuchte die Schulen in Arzo und anschliessend die Kantonale Malschule in Lugano. 1960 gewann er den Maraini-Preis. Später schrieb er sich an der École des Beaux-Arts in Lausanne ein und studierte zusätzlich Pädagogik an der Universität Lausanne. 1964 holte er sich das Zeichenlehrdiplom.
Piffaretti unterrichtete von 1965 bis zu seiner Pensionierung 2002 am Schulzentrum für künstlerische Industrien (CSIA) in Lugano. Weiter Lehrer an der Schule waren Pietro Salati, Emilio Rissone und Taddeo Carloni. Neben der Lehrtätigkeit war Piffaretti weiterhin künstlerisch tätig.
Ab den 1970er-Jahren schuf er für das italienische Fernsehen RSI Kulissen für Kultur- und Informationssendungen. Später arbeitete er im Mendrisiotto an den von Regisseur, Film- und Drehbuchautor Bruno Soldini (* 1939) inszenierten «Spontaneous-Tales»-Filmen mit.
Piffaretti erhielt 1982 ein Eidgenössisches Kunststipendium. Er unternahm zahlreiche Reisen, u. a. nach Afrika, China, Kanada, Marokko, Argentinien, Kuba und Indien.
Seine Werke stellt Piffaretti in an die hundert Gruppenausstellungen im In- und Ausland aus. Zudem hatte er zwölf Einzelausstellungen. Zahlreiche seiner Werke befinden sich in öffentlichen und privaten Sammlungen im In- und Ausland.